# آدم كلاي
آدم كلاي (بالإنجليزية: Adam Clay)‏ (31 ديسمبر 1982 الولايات المتحدة - ) هو لاعب كرة قدم أمريكي، يلعب كلاعب وسط، لعب 70 مباراة وسجل 6 أهداف.

## مسيرته

### مسيرته مع الأندية
- 2004 - 2004 لعب مع ريدينغ يونايتد إيسي 3 مباريات.
- 2005 - 2008 لعب مع نادي بان 67 مباراة سجل خلالها 6 أهداف.